# Розмариновое масло
Розмариновое масло (Rosmarinöl, Anthosöl, huile essentielle de romarin, oil of rosemary) — эфирное масло, содержится в листьях, почках и цветках розмарина (Rosmarinus officinalis), произрастающих во Франции, Испании, Тунисе и странах Балканского полуострова.

## Свойства
Розмариновое масло — бесцветная или желтоватая легкоподвижная жидкость, с сильным и резким запахом и жгуче-пряным вкусом, при хранении масло густеет и темнеет. Растворимо в этаноле (1:10 — в 70%-м); нерастворимо в воде.
| {\displaystyle {\mbox{d}}_{20}^{20}} | {\displaystyle [{\mbox{n}}]_{\mbox{D}}^{20}} | {\displaystyle [\alpha ]_{\mbox{D}}^{20}} | Кислотное число | Эфирное число |
| ------------------------------------ | -------------------------------------------- | ----------------------------------------- | --------------- | ------------- |
| 0,891 ÷ 0,913                        | 1,4680 ÷ 1,4747                              | -1 ÷ +16                                  | не выше 0,6     | 0,7 ÷ 8,0     |

## Химический состав
В состав масла входят — α- и β-пинены (30%), камфен (20%), борнеол (10—17%), цинеол (10%), камфора (7%), борнилацетат (2%), (+)-лимонен, мирцен, дипентен, вербенон, линалилацетат и ряд соединений неустановленного строения.

## Получение
Получают из свежих веток и цветущих однолетних побегов путём водно-паровой дистилляции, выход масла до 1,0—2,5%. При приготовлении масла деревянистые части растения по возможности удаляются, так как они ухудшают запах продукта; свежий материал легко подвергается брожению, теряя часть аромата, поэтому перегонку лучше всего производить безотлагательно. Сушёные листья розмарина перед перегонкой размачивают в воде. После отгонки масло сутки отстаивается от воды и затем обрабатывается плавленым хлористым кальцием с целью окончательного удаления воды, присутствие которой придаёт ему неприятный запах. Розмариновое масло высшего качества получается при собирании первых частей отгона; последний отгон даёт продукт низшего сорта.
Основные производители — Испания и Тунис.

## Применение
Применяют как компонент парфюмерных композиций, отдушек для косметических изделий, мыла и товаров бытовой химии.